# Dryophytes plicatus
Dryophytes plicatus – gatunek płaza bezogonowego z rodziny rzekotkowatych (Hylidae).

## Występowanie
Jest to endemit Meksyku występujący w centrum i na wschodzie kraju w Sierra Madre Zachodniej (stan Michoacán) oraz Kordylierze Wulkanicznej (stany Meksyk, Hidalgo, Tlaxcala, Puebla, Veracruz, Morelos i Dystrykt Federalny), na wysokości 1400–3700 m n.p.m.

## Status
Płaz ten jest obecnie bardzo liczny. Jego populacja zachowuje stały poziom, nie zagraża mu wyginięcie, a IUCN określa go jako gatunek najmniejszej troski. Wydaje się, że kręgowiec ten dobrze przystosował się do środowiska zdegradowanego działalnością człowieka.
Gatunek, nie podlegając ochronie prawnej, zajmuje dwa obszary objęte takową ochroną. Nie czyni się żadnych innych starań mających za zadanie jego ochronę, gdyż nie ma takiej potrzeby.